# エド・ルイス
エド "ストラングラー" ルイス（Ed "Strangler" Lewis、本名：Robert Herman Julius Friedrich、1891年6月30日 - 1966年8月8日）は、アメリカ合衆国ウィスコンシン州出身のプロレスラー。
現役時代には世界ヘビー級王座を3度獲得した（NWA本部が認定していないものも含めると、通算6度の世界王者という説もある）。

## 来歴
14歳の時に、エド "ストラングラー" ルイス（1890年代のレスラー、エヴァン "ストラングラー" ルイスにあやかったものと思われる）のリングネームでデビュー。
1920年にニューヨーク版の世界ヘビー級王座を初獲得（これがルイスのキャリアでの初タイトル獲得でもあった）。1928年にはボストン版AWA世界ヘビー級王座の初代王者に認定された。
1934年にリグレー・フィールドで行われたジム・ロンドス戦では実に3万5275人もの観衆を集めたとされる。この当時、若きルー・テーズと知り合い、彼にレスリング技術を教えた。
1942年頃よりセミリタイア状態となり、1944年にNWAフロリダ・ヘビー級王座を獲得（即日返上）したのを最後に現役を引退。
引退後は愛弟子でもあるテーズのマネジャーとして彼のタイトルマッチや防衛戦を間近で見守り続けた。
1966年8月8日、ニューヨークにて75歳で死去。
2016年4月2日、WWE殿堂のレガシー部門に迎えられた。

## 獲得タイトル
アメリカン・レスリング・アソシエーション（ボストン）
- AWA世界ヘビー級王座（ボストン版）

チャンピオンシップ・レスリング・フロム・フロリダ
- NWAフロリダ・ヘビー級王座

ミッドウエスト・レスリング・アソシエーション
- MWA世界ヘビー級王座

ワールド・レスリング・エンターテインメント
- WWE殿堂（レガシー部門）[1]

その他
- 世界ヘビー級王座（ニューヨーク版）
- 世界ヘビー級王座（オリジナル版）

## 得意技
- スリーパーホールド
- ヘッドロック

## その他
ルー・テーズは、ルイスを非常に尊敬しており、彼をマネジャーとして指名したほどである。また、晩年には20世紀最高のレスラーは自分ではなく、ルイスだと語っており、テーズの考えるベストレスラー25人のうちの一人でもある。
あるインタビューでもルー・テーズは、「世間から20世紀最大のレスラー呼ばれることついては決して悪い気はしないが、では全盛期のルイスとシュートマッチをして勝てるかと聞かれれば、はっきり言って自信がない」と答えていた。